# OPPO
OPPO Electronics Corp. (forenklet kinesisk: 广东欧珀移动通信有限公司; traditionelt kinesisk: 廣東歐珀移動通信有限公司; pinyin: Guǎngdōng Ōupò Yídòng Tōngxìn Yǒuxiàn Gōngsī; ordret "Guangdong Oppo Mobile Communications Co., Ltd.") er en elektronikproducent med base i Dongguan, Guangdong, Kina. Dets væsentligste produktlinjer er MP3 afspillere, transportable medie afspillere, fladskærms-TV, eBogslæsere, DVD/Blu-ray afspillere og mobiltelefoner. Firmaet blev grundlagt i 2004 og har registreret Oppo brandet i mange dele af verden.